# Yannick Talabardon
Yannick Talabardon (París, 6 de juliol de 1981) és un ciclista francès, professional des del 2002 al 2013.
En el seu palmarès destaca la París-Troyes del 2009.

## Palmarès
- 2002
  - Vencedor d'una etapa de la Ronda de l'Isard
- 2003
  - 1r al Premi de Léon
- 2004
  - 1r al Tour del Jura
  - 1r al Premi del blat d'or
  - Vencedor d'una etapa del Tour de Normandia
  - Vencedor de la classificació de la muntanya del Tour de l'Avenir
- 2009
  - 1r a la París-Troyes
- 2011
  - Vencedor de la combativitat en la 7a etapa de Tour de França

### Resultats al Tour de França
- 2011. 47è de la classificació general

### Resultats a la Volta a Espanya
- 2007. 60è de la classificació general
- 2008. 31è de la classificació general

### Resultats al Giro d'Itàlia
- 2005. 78è de la classificació general
- 2006. 100è de la classificació general